# 热蒙站
热蒙站是法国的一个铁路车站，位于法国北部诺尔省城市热蒙，是一个边境车站。

## 位置
热蒙站位于热蒙市区的西部，克雷伊－热蒙铁路的终点，同时也是比利时国家103A号铁路的终点。车站大致呈东西走向，开口朝南。

## 站台设置
| 北↑ |             |        |
|     |             | 存车线 |
| 3道 |             |        |
|     | 岛式        |        |
| 1道 |             |        |
| 2道 |             |        |
|     | 侧式 主站房 |        |
| 南↓ |             |        |

- 注：4道位于侧式站台的西侧，是一个嵌入式的尽头车道，站台面位于车道北侧。

## 历史
热蒙站最初建成于1855年，并于此后经历了多次改造。
在法国高速铁路北线通车以前，热蒙站也是巴黎和比利时之间国际列车的必经之路。2012年9月，热蒙站前往比利时方向的客运列车全部停运。

## 停靠线路
以下列车线路在热蒙站停靠：
| 热蒙站列车线路表         |                     |               |          |              |
| 线路                     | 车种                | 上一站        | 下一站   | 大致运行频率 |
| 里尔—热蒙                | TER Hauts-de-France | 莫伯日/雷基涅 | （终点） | 每天7~16趟   |
| 比西尼/欧努瓦艾姆里—热蒙 | TER Hauts-de-France | 莫伯日/雷基涅 | （终点） | 每天1~6趟    |
| 1.                       |                     |               |          |              |

## 配套交通

### 长途客运线路
| 停靠热蒙站的大巴车 |          |                                                                                           |
| 上下车地点         | 运营单位 | 主要线路及目的地                                                                          |
| 热蒙站 正门        | Car TER  | 12 莫伯日 · 欧努瓦艾姆里 当铁路线施工或罢工时，SNCF可能也会提供途径该线路沿途站点的大巴车 |
| 1. 2.              |          |                                                                                           |

### 城市公共交通
| 热蒙站附近的市内公共交通线路 |                | |
| 公交车站名称                 | 位置           | 停靠线路 |
| 火车站                       | 热蒙站正门西侧 | 周一至六运行： - A 欧蒙-游泳池 ↔ 热蒙-土耳其营地 - 55 热蒙-欧洲火车站 ↔ 热蒙-土耳其营地 周日及节假日运行： - 61 贝尔莱蒙-绿龙 ↔ 热蒙-土耳其营地 |
| 1. 2.                        |                | |

### 社会车辆
热蒙站正门附近可停靠少量社会车辆。

## 临近车站
| 热蒙站（Gare de Jeumont）      |                      |          |
| 上行车站                       | 线路                 | 下行车站 |
| 雷基涅站 3.5km ←               | 克雷伊－热蒙铁路     | （终点） |
| 埃尔克兰讷站 2km ←             | 比利时国家103A号铁路 | （起点） |
| - 本表仅显示运营中的线路及车站 |                      |          |